# Nycole Turmel

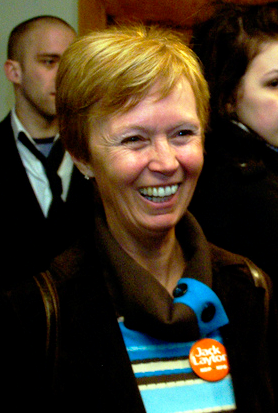
Nycole Turmel ca. 2011

Nycole Turmel (* 1. September 1942 in Sainte-Marie, Québec) ist eine kanadische Politikerin, die von 2011 bis 2015 Abgeordnete für den Wahlkreis Hull-Aylmer im Unterhaus war. Als Mitglied der Neue Demokratische Partei (NDP) war Turmel von 2011 bis 2012 Interimsvorsitzende ihrer Partei.

## Privatleben
Turmel wurde in Ste-Marie, Quebec, geboren. Ihr Vater betrieb eine Molkerei. Ihr Vater war Stadtrat, ebenso wie einer ihrer Brüder. Turmel bekleidete eine Reihe wichtiger Ämter in der Gewerkschaft der Staatsbediensteten. Turmels erste Führungsrolle in einer Gewerkschaft war die der Vizepräsidentin der Canadian Employment and Immigration Union (CEIU). Im Jahr 2000 wurde sie zur Präsidentin der Public Service Alliance of Canada, einer der größten Gewerkschaften Kanadas, gewählt. 2006 schied sie aus dem Amt aus.
Sie war Mitglied des Exekutivkomitees des Canadian Labour Congress.
Bekannt wurde sie durch ihren Kampf für Geschlechtergerechtigkeit im Bundesdienst.

## Politische Laufbahn
Im November 2009 kandidierte Turmel bei den Wahlen zum Stadtrat von Gatineau, die sie gegen ihren Gegenkandidaten Maxime Tremblay mit 96 von 4.261 Stimmen verlor.
Am 3. Februar 2011 kündigte NDP-Vorsitzender Jack Layton an, dass Turmel Kandidatin der Partei im Wahlkreis Hull-Aylmer werden würde. Während der Kampagne erhielt sie wichtige Unterstützung, unter anderem von der Zeitung Ottawa Citizen. Turmel besiegte den Liberalen Amtsinhaber Marcel Proulx mit einem deutlichen Vorsprung von 23.000 Stimmen. Sie ist die erste Nicht-Liberale, die den Wahlkreis seit 1914 gewann.
Am 25. Juli 2011 gab NDP-Vorsitzender Jack Layton auf einer Pressekonferenz bekannt, dass er aus gesundheitlichen Gründen vorübergehend sein Amt nicht ausüben könne, und empfahl, Turmel für die Dauer seiner Abwesenheit zur Interimsvorsitzenden zu ernennen. Zu dieser Zeit befand sich das Parlament in der Sommerpause und Layton hoffte, zurückkehren zu können, wenn das Parlament im September seine Arbeit wieder aufnehmen würde. Als Layton am 22. August 2011 starb, blieb Turmel vorübergehend NDP-Vorsitzende, bis Thomas Mulcair am 24. März 2012 gewählt wurde. Bei der Kanadischen Unterhauswahl 2015 wurde sie nicht wiedergewählt.